# Chinook (tribus)

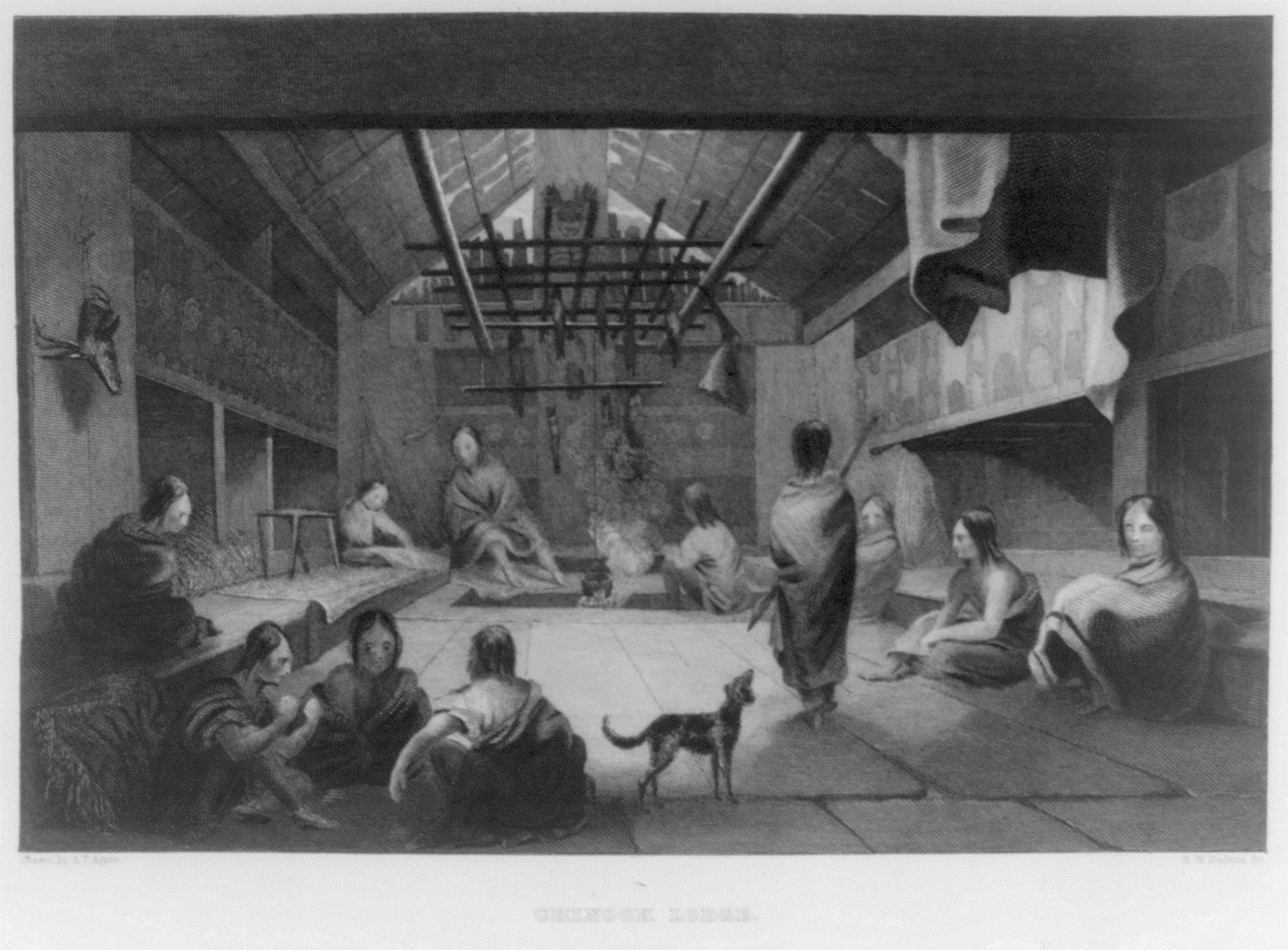
Interior de una cabaña chinook de la década de 1850.

El término inglés Chinook (hispanizado como chinuk) denomina a varios grupos étnicos indígenas de los Estados Unidos. El ámbito territorial de las tribus chinooks abarca una región de la costa del Pacífico noroccidental estadounidense. A principios del siglo XIX, los pueblos chinooks vivían a lo largo de los cursos medio y alto del río Columbia, en los actuales estados de Oregón y Washington. Los chinooks establecieron sus primeros contactos con los estadounidenses con la expedición de Lewis y Clark, en 1805, en la baja Columbia. Asimismo, son la única tribu de Norteamérica que no fue conquistada por algún país europeo.

## Cultura
Eran pescadores expertos de salmones, anguilas y esturiones; cazaban ballenas, ciervos, venados, alces y aves, y recolectaban wapato.
Territoriales y sedentarios, construían grandes casas comunales, con troncos y madera de tuya, que albergaban hasta cien personas. En cada aldea había de diez a veinte casas, y entre novecientas y tres mil quinientas personas. Cada tribu tenía delimitado su territorio, algo que disminuía los conflictos. La sociedad era jerárquica y el nivel social era indicado por una determinada deformación craneal, diferente para cada estrato, y causada por tablillas colocadas desde la lactancia.

## Tribus chinook

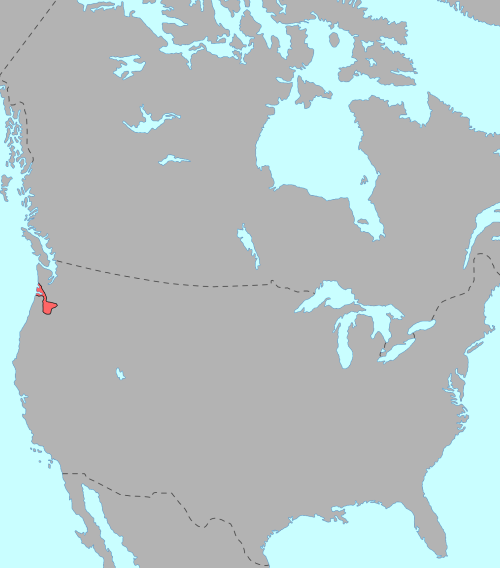
Territorio chinook.

Las tribus chinooks incluyen las siguientes:
- Cathlamet
- Cathlahmahs
- Chilluckittequaw
- Clatsop
- Chahcowah
- Clackamas
- Clowwewalla
- Cushook
- Echelut (Wishram-Wasco),
- Kilooklaniuck
- Multnomah
- Skillot
- Wahkikum (Wac-ki-cum)
- Wappato
- Wascopa
- Watlata (Cascade o Wishram).

Algunos de los chinooks que sobrevivieron la asimilación cultural actualmente viven en los pueblos de Bay Center, Chinook e Ilwaco, en el suroeste del estado de Washington. 

## Personajes ilustres del pueblochinook
- Ranald MacDonald (3 feb. 1824—24 ago. 1894). Nacido en Astoria, Oregón, fue hijo de madre chinook y padre escocés. Fue el primer estadounidense que enseñó la lengua inglesa en Japón, entre 1847 y 1848. Entre sus pupilos se encontraba Einosuke Moriyama, uno de los intérpretes que participó en las negociaciones entre el comodoro Perry y el shogunato Tokugawa.